# مارسين آدمسكي
مارسين آدمسكي (بالبولندية: Marcin Adamski)‏ (20 أغسطس 1975 في بولندا - ) هو لاعب كرة قدم بولندي في مركز الدفاع. شارك مع منتخب بولندا لكرة القدم. أما مع النوادي، فقد لعب مع إرتسغيبيرغه آوه وإيبسويتش تاون ورابيد فيينا وزاغويمبيه لوبين ونادي أنجيه ونادي نورثامبتون تاون ووارتا بوزنان وFlota Świnoujście ‏ ونادي ال كي اس ودز.

## وصلات خارجية
- مارسين آدمسكي على موقع قاعدة بيانات كرة القدم.إي يو (الإنجليزية)
- مارسين آدمسكي على موقع ناشيونال فوتبول تيمز (الإنجليزية)
- مارسين آدمسكي على موقع عالم كرة القدم.نت (الإنجليزية)